# Mailbox (App)
Mailbox war eine kostenlose App zum Verwalten von E-Mails. Sie wurde von dem US-amerikanischen Startup-Unternehmen Orchestra, Inc. speziell für den mobilen Einsatz in Smartphones entwickelt und war seit dem 7. Februar 2013 kostenlos für das Betriebssystem Apple iOS erhältlich, später auch für Android und OS X (als Beta). Am 26. Februar 2016 wurde die App eingestellt.

## Geschichte
Der Entwickler hätte anfangs ohne eine Warteliste Probleme bekommen, den Dienst aufrechtzuerhalten. Auf der Warteliste standen laut VentureBeat bereits vor der Veröffentlichung 380.000 Interessenten, einen Monat nach der Veröffentlichung waren es 1 Million. Bereits einen Tag nach Veröffentlichung der App im App Store lag Mailbox auf dem zweiten Platz der kostenlosen Apps.
Mailbox erzielte wegen einiger innovativer Eigenschaften einen hohen Aufmerksamkeitsgrad durch zahlreiche Blogs und Artikel in Fachmagazinen und wurde im März 2013 vom Cloud-Anbieter Dropbox gekauft.
Am 7. Dezember 2015 verkündete Dropbox, dass der Dienst eingestellt werden würde.

## Funktionen
Zu den neuartigen Funktionen gehörte, dass Nachrichten durch Wischen mit dem Finger nach rechts oder links sortiert und gefiltert werden konnten, ohne sie tatsächlich zu löschen. Insbesondere die Möglichkeit, E-Mails durch Tippen auf ein bestimmtes Icon (z. B. eine Kaffeetasse) zu einem bestimmten Zeitpunkt (z. B. am nächsten Morgen zum Frühstück) wieder auftauchen zu lassen, zog Hunderttausende an Interessenten an.

## Kritik
Nach der Veröffentlichung der App konnten zunächst nur Gmail-Konten des US-amerikanischen Unternehmens Google genutzt werden. Seit Dezember 2013 unterstützte die App auch iCloud-Mailkonten, allerdings wurde bei der Einrichtung das iCloud-Passwort auf die Server von Mailbox übertragen, was bei Gmail-Konten nicht nötig war.